# Nestiveqnen
Nestiveqnen Éditions est une maison d'édition française fondée en 1994. Elle publie des romans, des anthologies et des livres d'art de fantasy, de fantastique et de science-fiction.
Elle a également édité vingt-quatre numéros de la revue Faeries ainsi que deux hors-série.
En 2011, elle propose une maquette quelque peu revue pour ses publications.

## Quelques titres defantasy
- Tuac Mac Gulan, l'Appel des Cornemuses, par Cédric d'O'Kerville
- Frère Aloysius et le petit prince, par Philippe Monot
- Cycle Quand les dieux buvaient, par Catherine Dufour
- Cycle Féerie pour les ténèbres, par Jérôme Noirez
- Notre reine des neiges, par Louise Cooper
- Cycle Chronique insulaire, par Claire Panier-Alix
- Cycle Le cœur d'Amarantha, par Charlotte Bousquet
- Cycle La légende arthurienne, par Gillian Bradshaw
- Cycle Le dit de Cythèle, par Nicolas Cluzeau
- Magicienne, par Didier Quesne
- Jour de l'an 1000, recueil de nouvelles

## Quelques titres defantastique
- Trois pépins du fruit des morts, par Mélanie Fazi
- Les hauts esprits, par Claude Ecken
- Le complexe de Médée, par Alain Delbe
- Baba Yaga, par Daniel Walther
- Les compagnons d'Hela, par Manou Chintesco
- Le déchant, par Gilbert Millet
- La Légende de Billy Ray et autres contes fantastiques, par Guillaume Roos
- Jour de l'an 2000, recueil de nouvelles
- Soie sauvage, par Fabienne Leloup
- Sur les traces de Lovecraft (Volumes 1 et 2), anthologie collective, hommage à Howard Philips Lovecraft

## Quelques titres descience-fiction
- Musique de l'énergie, par Roland C. Wagner
- L'éveil de Katal, par Luc Verdier
- Réminiscences 2012, par Laurent Kloetzer
- Jour de l'an 3000, recueil de nouvelles
- Le Sang des Héros, par Cyril Durr

## Quelques numéros de la revueFaeries
- Faeries N°1, spécial J. R. R. Tolkien
- Faeries N°2, spécial Peter S. Beagle
- Faeries N°3, special Kristine Kathryn Rusch et Lanfeust de Troy
- Faeries N°4, spécial Jack Vance
- Faeries N°5, spécial Robert E. Howard
- Faeries N°6, spécial Pierre Grimbert, Michel Pagel, Nicolas Cluzeau et Laurent Kloetzer
- Faeries N°7, spécial H. P. Lovecraft et Clark Ashton Smith

## Artbooks
- John Howe Artbook, par John Howe et David Queille
- Faeries Artbook N°1, collectif

## Jeux
- Hystoire de fou